# Anacampsis timidella
Anacampsis timidella é uma espécie de insetos lepidópteros, mais especificamente de traças, pertencente à família Gelechiidae.
A autoridade científica da espécie é Wocke, tendo sido descrita no ano de 1887.
Trata-se de uma espécie presente no território português.